# 福全村
福全村是中国福建省泉州市晋江市金井镇下辖的一个村。

## 历史文化
福全村古时称"所内"。因明洪武二十一年(1388年)建卫城，村在所城之内，故称。
2007年5月31日，福全村公布为第三批中国历史文化名村。
2012年12月17日，福全村公布为第一批中国传统村落。
2009年11月16日，福全所城公布为第七批福建省文物保护单位。